# Gerlesborgsskolan

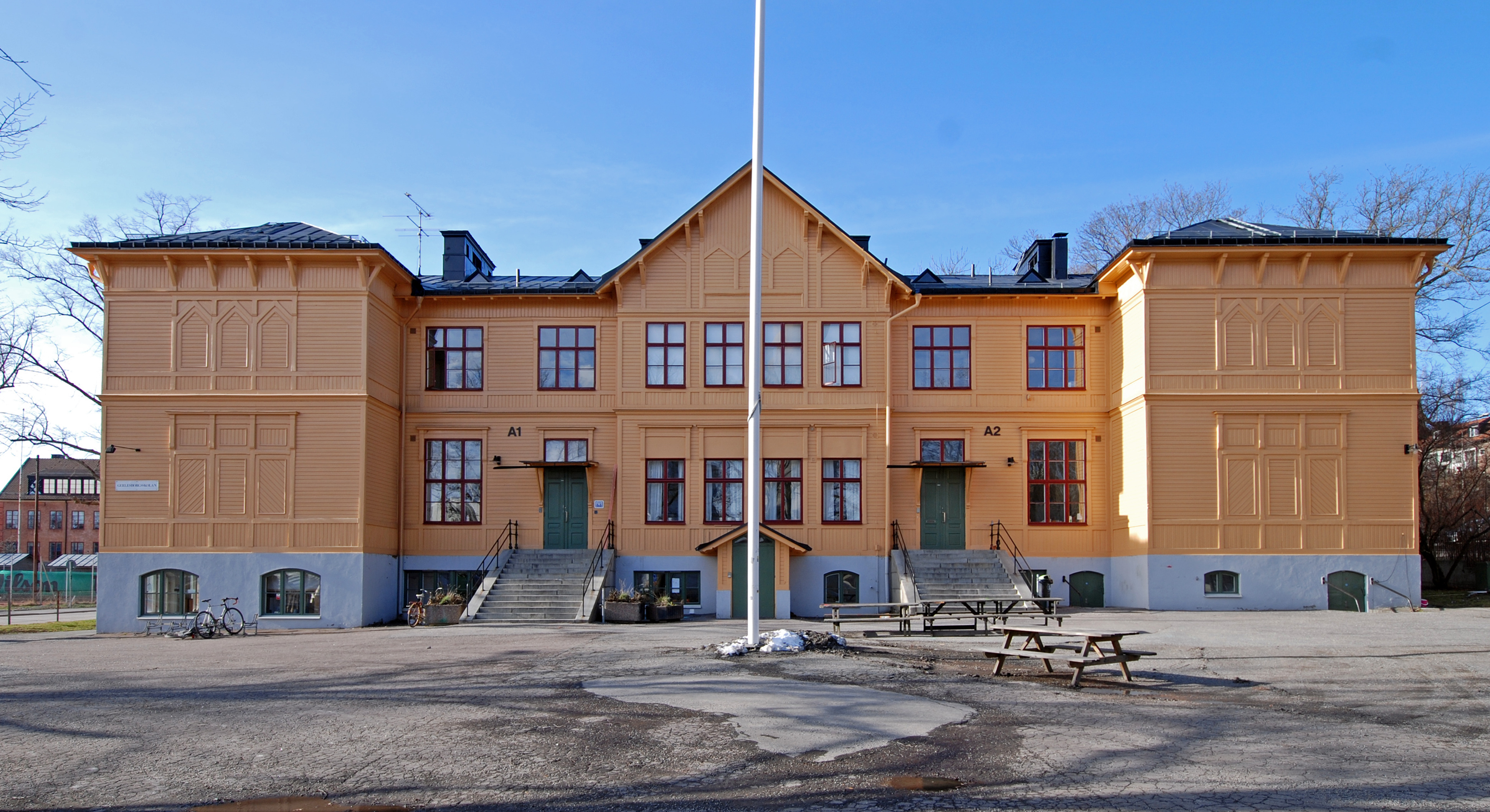
Gerlesborgsskolan, filialen i Stockholm, Hjorthagen 2014

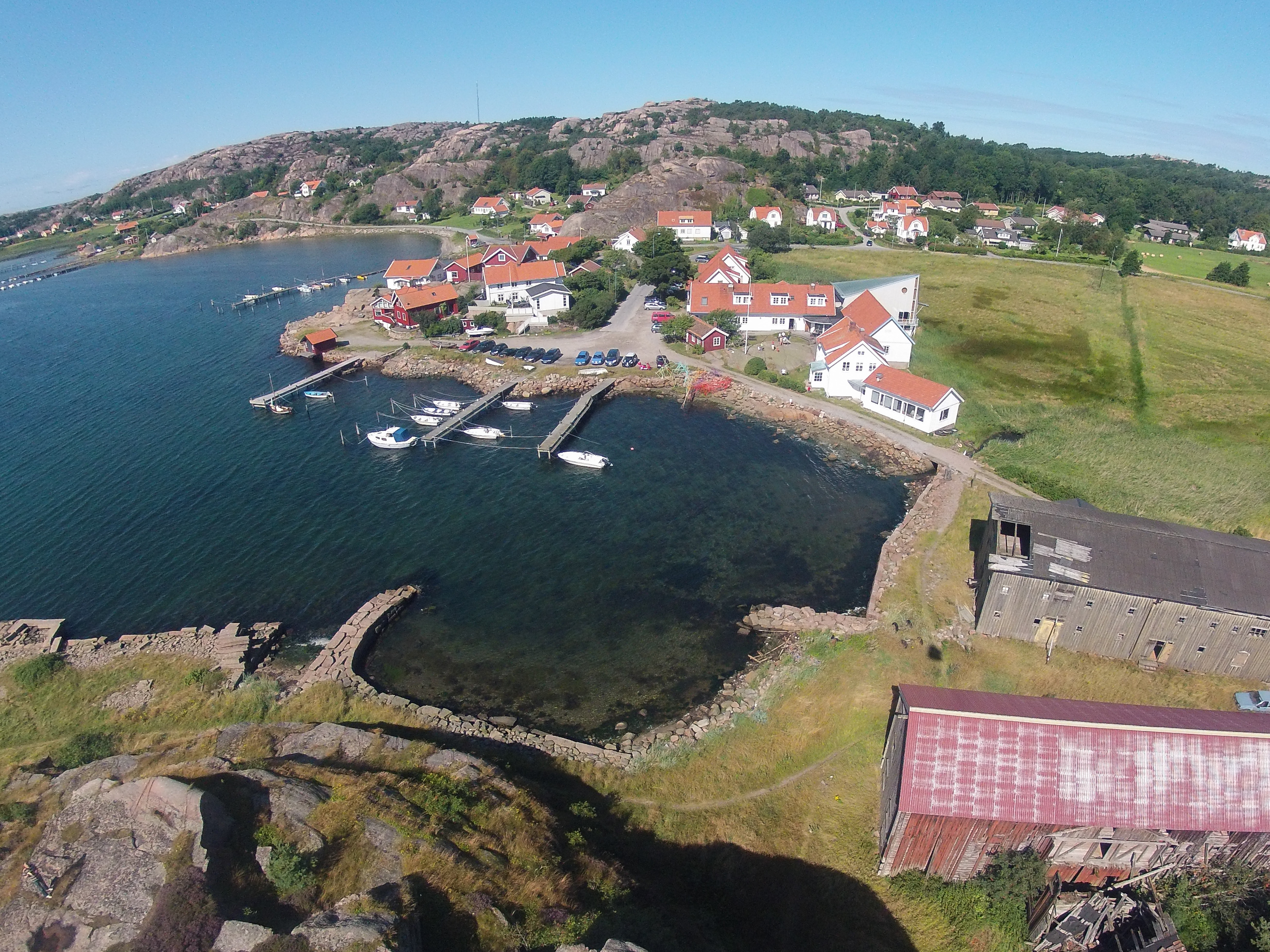
Gerlesborgsskolan i Bohuslän 2014 (i förgrunden)

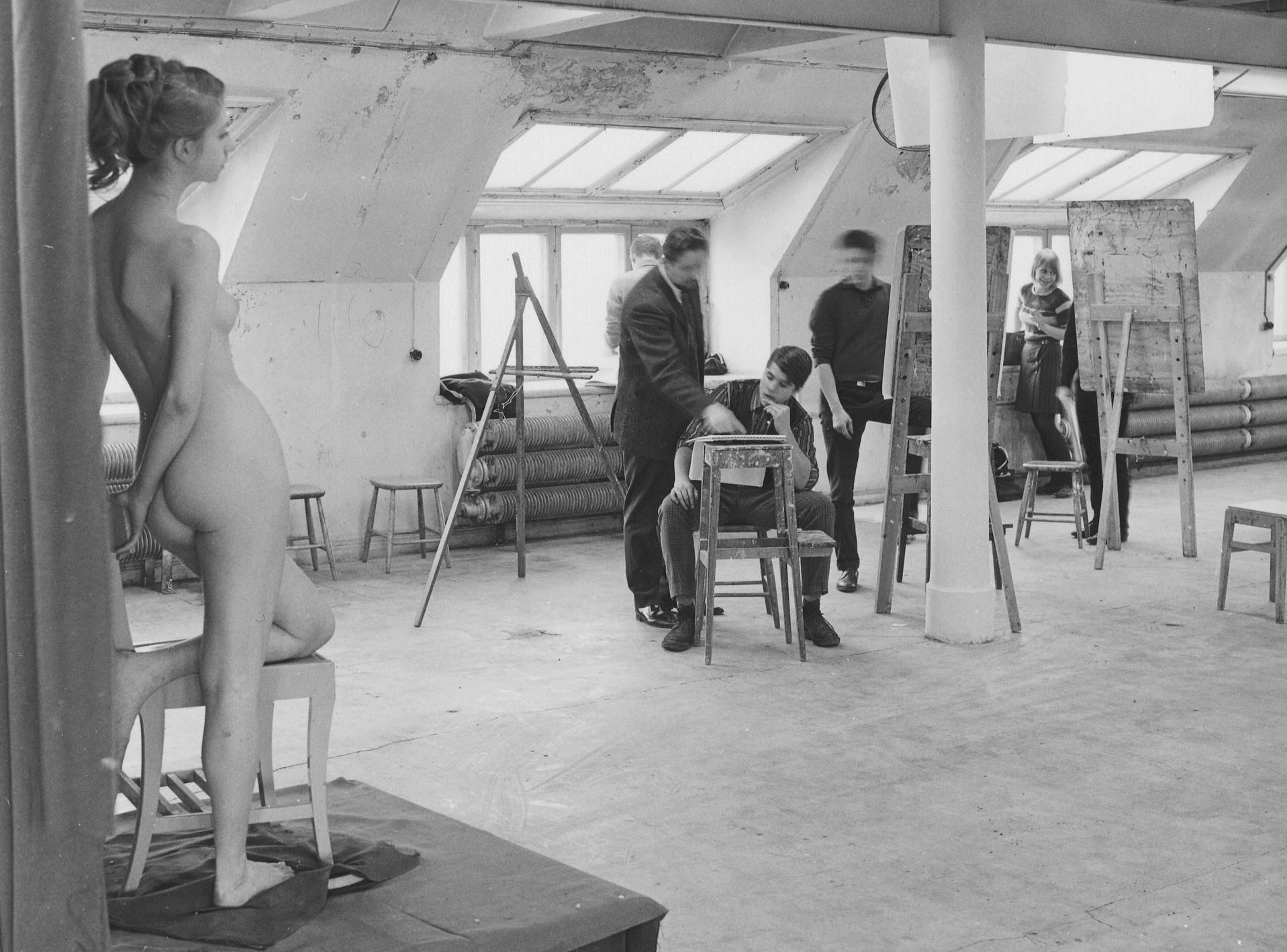
Aktstudie på Gerlesborgsskolan, Brännkyrkagatan 19, 1966.

Gerlesborgsskolan är en fristående eftergymnasial konstskola i Gerlesborg i Bohuslän, med filial i  Stockholm, som grundades 1944 av Arne Isacsson.
Skolan erbjuder en tvåårig grundläggande konstutbildning, inriktad mot fri konst. Den ursprungliga Gerlesborgsskolan Bohuslän är belägen vid Bottnafjordens strand i Tanums kommun. Filialen Gerlesborgsskolan Stockholm, som grundades 1958, är numera inhyst i gamla Hjorthagens skola i Hjorthagen, Stockholm. Innan dess fanns stockholmsskolan i kvarteret Svalgången, Brännkyrkagatan 19.

## Historia
Skolan grundades 1944 av Arne Isacsson. Skolan utmärkte sig bl.a. genom att flera konstnärer undervisade samma elevgrupp. Några av de första lärarna var, förutom grundaren Arne Isacsson, Jöran Salmson och Hans Fromén.
1948 började skolan bedriva verksamhet i utlandet, inledningsvis i Provence i Frankrike.
1953 började skolan bedriva kammarmusikverksamhet i Gerlesborg och några av de första artisterna var Endre Wolf, Guido Vecchi, Thore Jansson och Gunnar Hallhagen.
1958 öppnades skolans avdelning i Stockholm med Staffan Hallström och Georg Suttner som några av de första lärarna. 
1963 bildades Stiftelsen Gerlesborgsskolan som nu driver skolan.
1984 tog dåvarande rektorn Per Lilienberg initiativ till skolans konstnärliga helårsutbildningen, tidigare hade skolan endast haft kortare kursverksamheter inom området. 

## Utbildning
Skolan erbjuder en tvåårig konstutbildning med 40 elevplatser i Bohuslän och 74 elevplatser i Stockholm.  Den tvååriga eftergymnasiala konstskolan står under tillsyn av YH-myndigheten. I Bohuslän bedrivs helårsvis även en omfattande kursverksamhet inom hela konstområdet. I Stockholm bedrivs kursverksamhet under sommaren.
Totalt finns över 1 200 elevplatser i kursverksamheten. Gerlesborgsskolan bedriver kulturverksamhet under hela året med konserter, utställningar i galleri och konsthall samt seminarier, föreläsningar och barn- och ungdomsverksamhet.
Statens kulturråd och Västra Götalandsregionen stödjer kulturverksamheten. 

## Skolelever i urval
| - Torsten Hylander - Karin Mamma Andersson - Peter Dahl - Ann Edholm - Carin Ellberg - Jörgen Gassilewski | - Eva Hild - Olle Kåks - Annika Larsson - Lars Lerin - Björn Melin - Anna Odell | - Yngve Rådberg - Johan Scott - Nanna Sjöström - Susanna Slöör - Astrid Sylwan | - Sophie Tottie - Marika af Trolle - Sam Westerholm - Fredrik Wretman - Anne Louise Stangeland |